# Chacal de Nahueltoro
Jorge del Carmen Valenzuela Torres (Cocharcas, 3 de agosto de 1938-Chillán, 30 de abril de 1963) fue un campesino chileno, conocido por ser autor de uno de los asesinatos en masa más recordados en ese país. Pese a que se hizo llamar de diferentes maneras, sus acciones delictuales lo hicieron ser conocido por la opinión pública como el «Chacal de Nahueltoro».

## Biografía
Sus padres fueron Carlos Alberto Valenzuela Ortiz —campesino, viudo de su primera esposa Agustina Henríquez— y Melvina Torres Mella. La familia residía en Cocharcas, localidad de San Carlos, al momento de su nacimiento. Su padre falleció en 1943, y su madre contrajo matrimonio con su hijastro, Ramón de las Mercedes Valenzuela Henríquez; Jorge Valenzuela Torres dejó su hogar cuando tenía 7 años.  Sobrevivió caminando de ciudad en ciudad, tomando cualquier trabajo que encontró y frecuentemente robando animales y comida. 
Tenía una pareja, María González Torres, de 28 años, quien se encontraba embarazada al momento de los eventos que llevaron a su detención.

### Asesinatos
En 1960, debido a su despido en el cercano pueblo de Cachapoal, Jorge Valenzuela decidió ir en búsqueda de trabajo a Coihueco, pero la noche del 16 de julio se quedó en la casa de una familia de Nahueltoro, pueblo de paso, en la cual conoció a Rosa Elena Rivas Acuña, una viuda de 38 años y cocinera del fundo Moticura. Su esposo, el agrícola Óscar Armando Sánchez Sánchez, había sido asesinado por desconocidos el diciembre del año anterior, dejándola con seis hijos: Olivia de la Cruz (de 17 años), Alicia (10), Jovina (8), Judith (6), Rosina (4) y Armando (de 6 meses), infante que nació tras la muerte de su padre.
Ahí, Jorge Valenzuela se emparejó con la señora, lo cual le desagradó al patrón del fundo debido a su condición de alcohólico, por lo cual la echó del fundo, y a su hija mayor Olivia, quien se escapó a la vivienda de su pareja, el jornalero Luis Paredes Rosales. La mujer, junto con Valenzuela, decidieron irse a vivir a La Isla (sector formado por el río Ñuble).
La tarde del sábado 20 de agosto de 1960, Valenzuela y Rivas se trabaron en una discusión debido a que la mujer no había podido cobrar su pensión de viudez en San Carlos por problemas burocráticos. Frustrado por carecer de dinero para seguir bebiendo y abrumado por los insultos de Rivas y de sus cinco hijos, Valenzuela enfureció cuando la mujer le lanzó una piedra a la cabeza, por lo que tomó un palo con el que comenzó a golpearla antes de cortarle el cuello con una guadaña.
De ahí, los hijos de Rivas fueron asesinados uno por uno por Valenzuela. Primero, aplastó al bebé con su puntapié antes de atacar a las otras cuatro hijas con la misma guadaña con la cual asesinó su madre. Las primeras tres víctimas fueron ultimadas en La Isla, mientras que la última intentó escaparse bajo el puente a Nahueltoro, donde Valenzuela la encontró y masacró. Luego de los asesinatos, Valenzuela, aún en estado de ebriedad, se durmió al lado del cadáver de Rosa Rivas. Al despertar al siguiente día y darse cuenta de lo que hizo, cubrió con piedras los cadáveres de sus víctimas y huyó en dirección a la cordillera.
Se le sospecha de asesinar a Pedro Ojeda, trabajador del fondo "Curapichun" de una fábrica de papeles y cartones local, mientras se encontraba en fuga por su primer crimen, pero nunca se confirmó su participación en este delito.

### Captura y condena
Pasados algunos días del hecho, Exequiel "Quelo" Dinamarca, dueño del fundo Chacayal, encontró los cuerpos de las seis víctimas y avisó a la policía. Un mes después, el «Chacal» fue avistado en el pueblo de General Cruz, comuna de Pemuco en la región del Biobío (actual región de Ñuble), como comensal en la fonda montada por Oriol Jara Melo y su cuñado, Alfredo Valenzuela Mora. Este último había visto a Valenzuela en dicho pueblo, y una noche en la fonda «Los Tres Mosqueteros» lo invitó –haciéndose pasar por ebrio– a beber por cuenta de la casa.
En ese momento, Jara cubrió al «Chacal» con un saco para posteriormente someterlo entre ambos locatarios. Posteriormente Valenzuela y Jara fueron a buscar a Carabineros a Pemuco para entregar al «Chacal», e incluso entre las diligencias que le encargaron a los civiles, fue acompañar a la policía uniformada hasta el lugar donde Valenzuela Torres pernoctaba entre matorrales. Consultados en aquel entonces, Valenzuela y Jara señalaron que fueron Carabineros quienes atraparon al «Chacal de Nahueltoro».
Al ser capturado, inicialmente se le dio una condena de 33 años y 19 días de prisión, pero más tarde fue agravada a una pena de muerte. Durante su tiempo como reo, tomó un interés romántico con Tilda Jaque, con quien intercambió cartas religiosamente. Tras 32 meses en la cárcel de Chillán, fue fusilado por un pelotón de Gendarmería de Chile.

## Controversia
En torno a la condena de Valenzuela a la pena capital, se desarrolló una fuerte controversia debido a la paradoja que constituía para la sociedad chilena el que se rehabilitara al «Chacal» si de todos modos se le iba a dar muerte. Eloy Parra, sacerdote católico que acompañó a Valenzuela hasta su muerte, fue su férreo defensor y pidió activamente su indulto, sin resultado, al entonces presidente de Chile, Jorge Alessandri. Antes de su muerte, Valenzuela había abrazado la religión católica, había aprendido el oficio de hacer guitarras y se había arrepentido de sus crímenes, alegando que en el fondo, dada su condición precaria, nunca había contado con las herramientas necesarias para tener conciencia de sus actos. En esta línea, es célebre su frase de que nunca recibió «enducación de naiden [sic]».